# Brezje pri Ločah
Brezje pri Ločah je naselje u slovenskoj Općini Slovenskim Konjicama. Brezje pri Lončah se nalazi u pokrajini Štajerskoj i statističkoj regiji Savinjskoj. 

## Stanovništvo
Prema popisu stanovništva iz 2002. godine naselje je imalo 114 stanovnika.